# Milano-Sanremo 1924
La Milano-Sanremo 1924, diciassettesima edizione della corsa, fu disputata il 16 marzo 1924, per un percorso totale di 286,5 km. Fu vinta dall'italiano Pietro Linari, giunto al traguardo con il tempo di 10h50'00" alla media di 26,446 km/h davanti ai connazionali Gaetano Belloni e Costante Girardengo.
I ciclisti che partirono da Milano furono 93; coloro che tagliarono il traguardo a Sanremo furono 43.

## Ordine d'arrivo (Top 10)
| Pos. | Corridore                  | Squadra                    | Tempo                      |
| ---- | -------------------------- | -------------------------- | -------------------------- |
| 1    | Pietro Linari              | Legnano-Pirelli            | 10h50'00"                  |
| 2    | Gaetano Belloni            | Legnano                    | s.t.                       |
| 3    | Costante Girardengo        | Maino                      | s.t.                       |
| 4    | Pietro Bestetti            | Maino                      | s.t.                       |
| 5    | 5 ciclisti a s.t. ex æquo  | 5 ciclisti a s.t. ex æquo  | 5 ciclisti a s.t. ex æquo  |
| 10   | 14 ciclisti a s.t. ex æquo | 14 ciclisti a s.t. ex æquo | 14 ciclisti a s.t. ex æquo |